# الن نیت
الن نیت (استونیایی: Ellen Niit; ۱۳ ژوئیهٔ ۱۹۲۸ – ۳۰ مهٔ ۲۰۱۶) نویسنده، شاعر و مترجم اهل استونی بود. وی بین سال‌های ۱۹۵۴ تا ۲۰۱۶ میلادی فعالیت می‌کرد. او در طول زندگی خود بیش از چهل کتاب نثر و شعر برای کودکان و همچنین تعدادی کتاب برای بزرگسالان نوشت. آثار او به هجده زبان ترجمه شده‌است.